# Doryrhamphus excisus

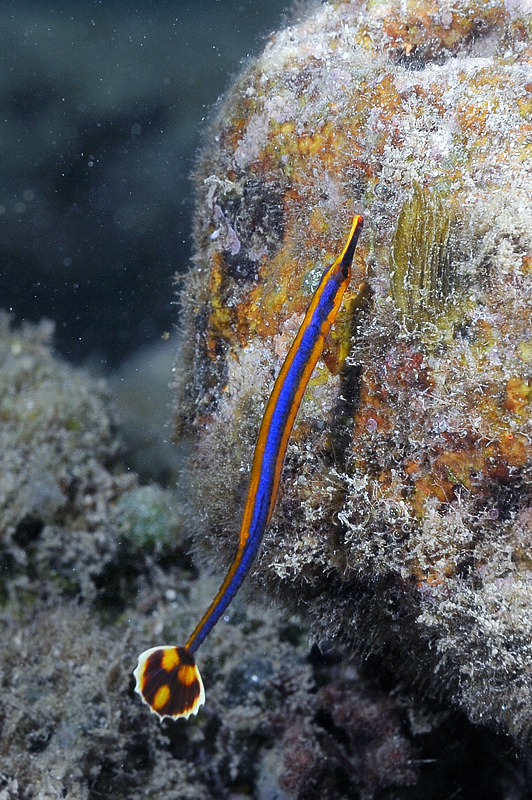
Doryrhamphus excisus, en Reunión

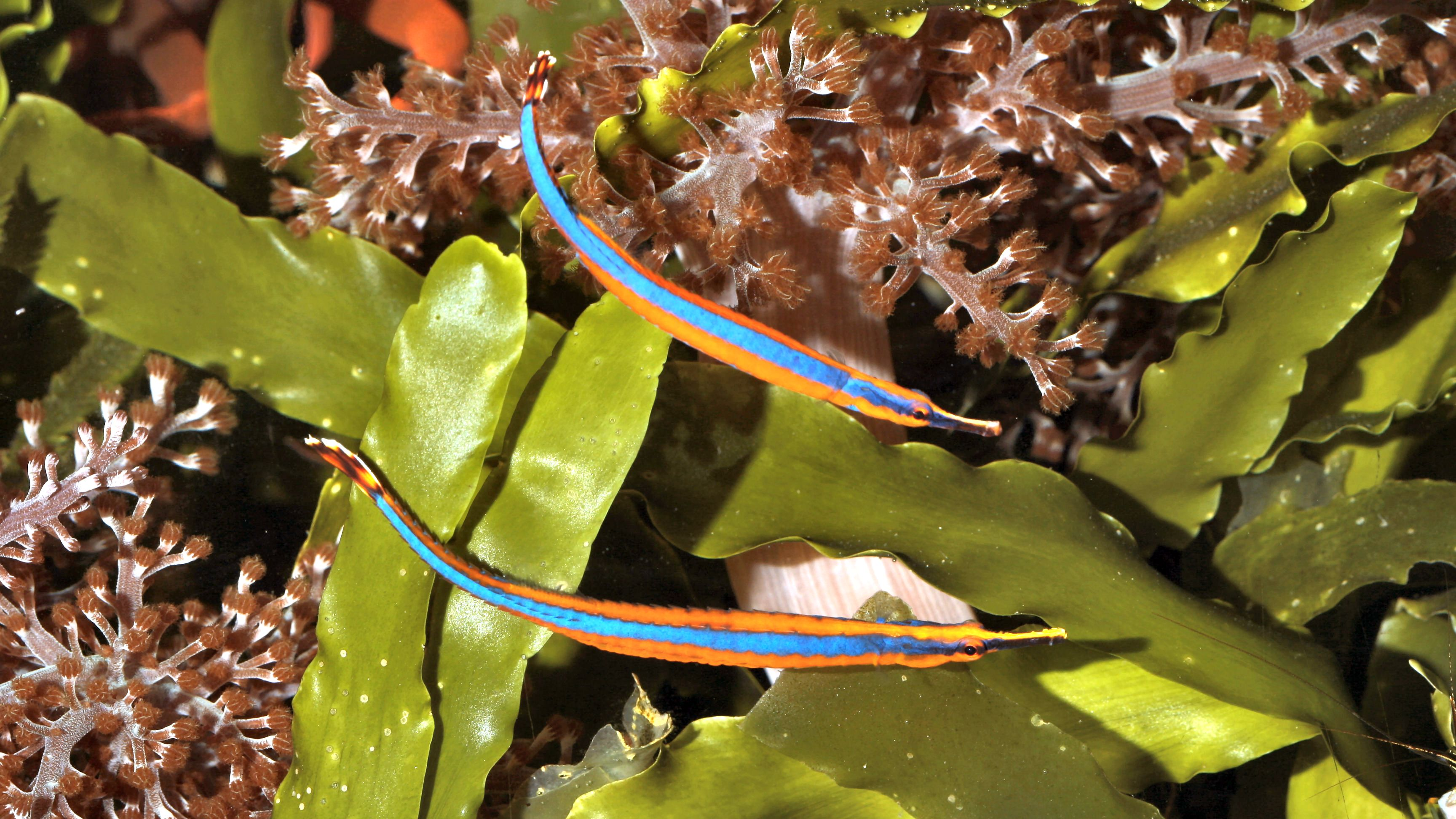
Doryrhamphus excisus, pareja

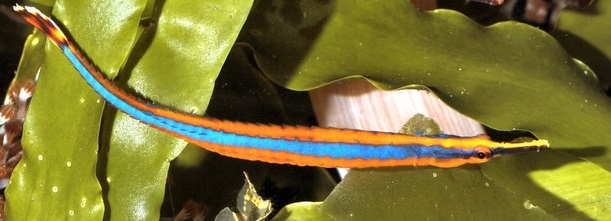

Doryrhamphus excisus es una especie de pez de la familia Syngnathidae, en el orden de los Syngnathiformes.

## Subespecies
- Doryrhamphus excisus abbreviatus (Dawson, 1981)
- Doryrhamphus excisus excisus (Kaup, 1856)
- Doryrhamphus excisus paulus (Fritzsche, 1980)

## Morfología
Tienen la boca en forma de tubo, ensanchando algo la cabeza y el cuerpo, que conforman una horizontal, rematada por una distintiva aleta caudal, más grande y ovalada, de color negro, con una raya naranja en el centro y bordeada en blanco. El cuerpo es color amarillo anaranjado, con una raya horizontal de color azul que lo recorre, y se extienden también a la cabeza, el hocico tiene una raya negruzca en los lados.
Carecen de espinas en las aletas, tienen 21-29 radios blandos dorsales, 4 radios blandos anales y 10 radios en la aleta caudal. Tienen 17-19 anillos en el cuerpo y 13-17 anillos en la cola.
Los machos tienen una bolsa incubadora bajo el abdomen, y las hembras tienen ovopositor. 
Los machos pueden alcanzar 7 cm de longitud total.

## Reproducción
Son ovovivíparos y el macho transporta los huevos en una bolsa ventral, la cual se encuentra debajo del abdomen. Tienen entre 80 y 150 huevos por camada, que están embebidos parcialmente en un trozo de piel, y, que el macho incuba hasta que eclosionan en individuos perfectamente formados, transparentes, de unos 30 mm, que permanecen por poco tiempo en estado pelágico. Cuando se asientan comienza a aparecer la coloración.

## Hábitat y comportamiento
Son peces de mar, de clima tropical, bento-pelágicos, y asociados a los arrecifes de coral y aguas salobres. Comúnmente en lagunas protegidas, aunque también se les observa en diferentes partes de los arrecifes, frecuentemente en cuevas y grietas. Viven en aguas superficiales, normalmente entre 2 y 50 metros, aunque su rango de profundidad se extiende hasta los 100 metros, y en un rango de temperatura entre 22.34 y 29.11 °C.
Son de nado independiente y evitan el substrato. Los adultos suelen ir en parejas. Los pequeños frecuentan charcas rocosas y zonas intermareales.

## Alimentación
Se alimentan principalmente de pequeños crustáceos y cangrejos, así como de ectoparásitos que limpian de especies mayores.

## Distribución geográfica
Se distribuyen en todo el Indo-Pacífico, desde el Mar Rojo y el África Oriental, hasta el Pacífico este en las costas americanas.
Es especie nativa de Australia, Cargados Carajos, islas Cocos, Colombia, Comoros, islas Cook, Costa Rica, Ecuador, Chagos, China, Filipinas, Fiyi, Galápagos, Guam, Hawái, India, Indonesia, Japón, isla Johnston, Kenia, Maldivas, islas Marianas del Norte, Marquesas, islas Marshall, Mauritius, Mozambique, México, Micronesia, isla Navidad, Nueva Caledonia, isla Ogasawara, Omán, Palaos, Panamá, Papúa Nueva Guinea, Reunión, islas Ryukyu, Samoa, Samoa Americana, Seychelles, Sudáfrica, Tailandia, Taiwán, Tanzania, Tonga, Tuamotu, Vietnam e isla Wake.

## Observaciones
Han sido criados en cautividad, y su mantenimiento es relativamente sencillo, si se escoge compañeros adecuados, y se les provee de algún refugio con rocas.